# 6000 United Nations
6000 United Nations este un asteroid din centura principală, descoperit pe 27 octombrie 1987, de Poul Jensen.